# Мухін Василь Дмитрович
Мухін Василь Дмитрович (20.04.1915 — 28.10.1978) — радянський офіцер, учасник Радянсько-німецької війни, командир 3-го стрілецького батальйону 241-го гвардійського стрілецького полку 75-ї гвардійської стрілецької дивізії 30-го стрілецького корпусу 60-ї Армії Центрального фронту, Герой Радянського Союзу (17.10.1943), гвардії старший лейтенант, пізніше гвардії майор.

## Біографія
Народився 20 квітня 1915 року в с. Миколаївка, зараз Волзький район, Самарська область в родині селянина. Закінчив 7 класів школи. Служив в Червоній Армії в 1936-1939 роках.
На фронті з липня 1941 року. В серпні 1941 року у бою під Вдовськом у Білорусі помічник командира взводу Мухін отримав перше поранення. Лікувався у госпіталі, закінчив короткотермінові курси. В битві під Москвою старший сержант Мухін командує взводом. Знов був поранений, лікувався до квітня 1942 року. В боях під Смоленськом командував ротою, знову був поранений. Після лікування старшого лейтенанта Мухіна призначають командиром батальйону 241-го гвардійського стрілецького полку 75-ї гвардійської стрілецької дивізії.
В.Д.Мухін особливо відзначився при форсуванні річки Дніпро північніше Києва восени 1943 року, у боях при захопленні та утриманні плацдарму на правому березі Дніпра в районі сіл Глібівка та Ясногородка (Вишгородський район Київської області). Командир 241-го гвардійського стрілецького полку гвардії підполковник Бударін М.П. в нагородному листі написав, що боях на Київському напрямку Мисін проявив себе сміливим, мужнім і рішучим командиром. 23 і 24 вересня 1943 року успішно форсував річки Десну і Дніпро. На правому березі Дніпра батальйон Мухіна вступив у бій з переважаючими силами противника. За два дні боїв батальйон відбив 17 атак противника, знищив понад 600 гітлерівців, багато техніки і зброї.
Указом Президії Верховної Ради СРСР від 17 жовтня 1943 року за мужність і героїзм проявлені при форсуванні Дніпра і утриманні плацдарму гвардії старшому лейтенанту Мухіну Василю Дмитровичу присвоєне звання Героя Радянського Союзу з врученням ордена Леніна і медалі «Золота Зірка».
Під час звільнення Білорусі старший лейтенант Мухін, як відзначив командир 241-го гвардійського стрілецького полку гвардії підполковник Мирошниченко Л.Г., показав себе виключно стійким, мужнім і сміливим командиром. Прориваючи сильно укріплену смугу оборони противника, першим підняв свій батальйон в атаку і першим зайняв край с. Давидовичи, знищивши понад 300 німецьких солдат і офіцерів, 5 танків, 4 автомашини, 3 гармати і понад 10 ручних кулеметів. Знаходячись у бойових порядках підрозділів, особистим прикладом надихав особовий склад на подвиги. Був поранений у голову, від евакуації відмовився до прибуття командира полку. Був нагороджений орденом Олександра Невського.
На чолі свого батальйону звільняв Латвію і Польщу. 26 липня 1944 року гвардії капітан Мухін був нагороджений орденом Легіон Заслуг (США) офіцерського ступеня.
В боях за звільнення Німеччини, за уміле керівництво батальйоном в бою за населений пункт Розенгартен і м. Альтдам, за проявлену мужність і самовідданість гвардії майор Мухін був нагороджений орденом Червоного Прапора. Командир 241-го гвардійського стрілецького полку гвардії підполковник Волошаненко А.В. у представленні до нагороди написав, що штурмовий батальйон десанту на танках під командою Мухіна першим увірвався до Розенгартену, оволодів ним, продовжував переслідувати противника і штурмом взяв м. Альтдам.
Війну В.Д. Мухин завершив з виходом 75-ї гвардійської стрілецької дивізії на річку Ельба.
Після війни майор Мухін продовжував службу в армії, в 1960 році звільнився у запас. Жив і працював у м. Куйбишев (зараз Самара). Помер 28 листопада 1978 року, похований на кладовищі "Рубіжне" в м. Самара.

## Нагороди
- медаль «Золота Зірка» № 1564 Героя Радянського Союзу (17 жовтня 1943)
- Орден Леніна
- Орден Червоного Прапора
- Орден Кутузова 2 ступеня
- Орден Олександра Невського
- Орден Червоної Зірки
- Орден Легіон Заслуг (США) офіцерського ступеня
- Орден Хрест Хоробрих (Польща)
- Медалі

## Пам'ять
- В м. Самара встановлено меморіальну дошку з ім'ям Героя.